# Bildungswerk der Baden-Württembergischen Wirtschaft

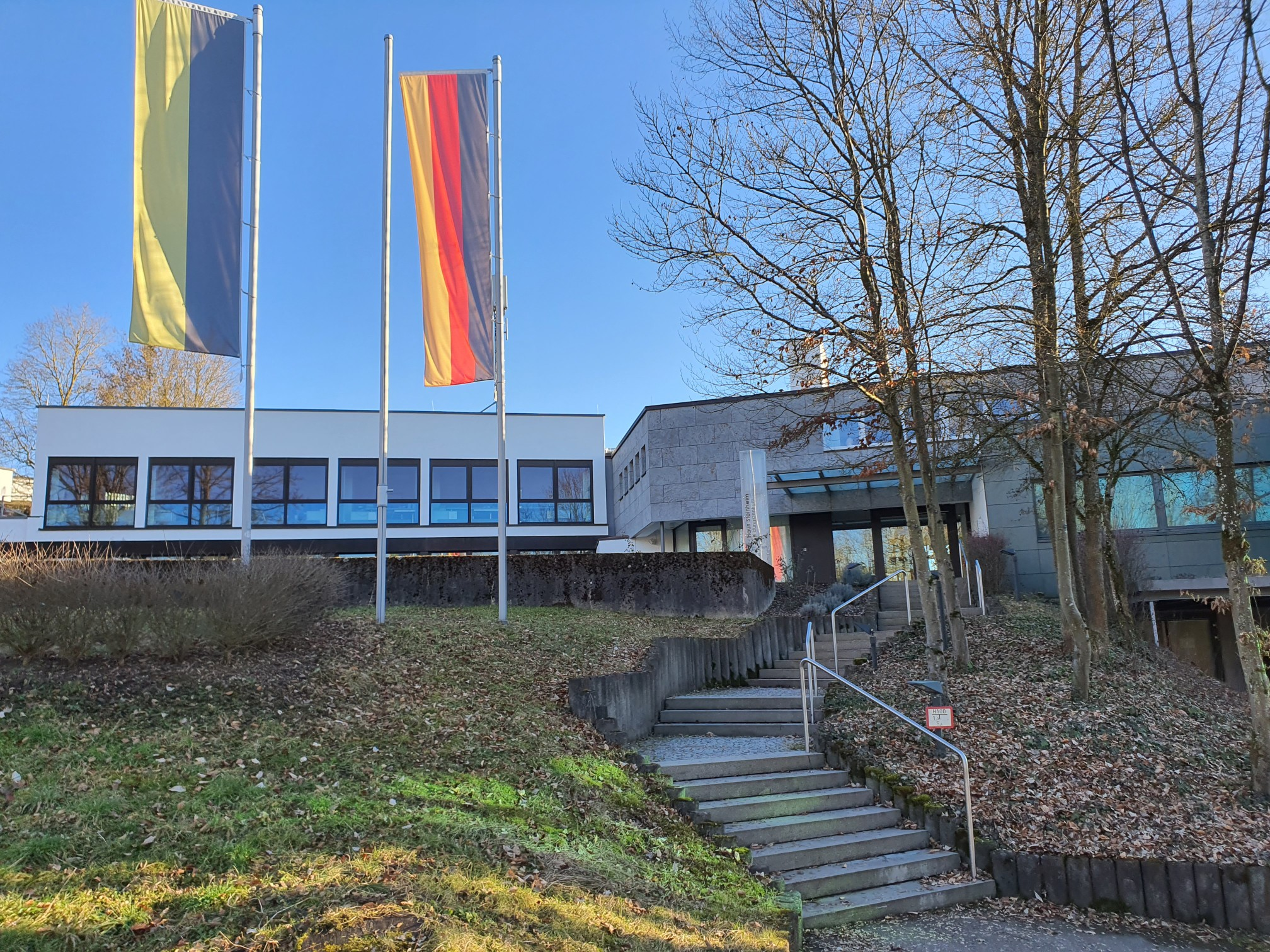
Haus Steinheim, das Tagungshaus des Bildungswerks

Das Bildungswerk der Baden-Württembergischen Wirtschaft e. V. ist seit über 50 Jahren Partner für Unternehmen und ihre Verbände, für Schulen und Hochschulen, für Politik und Verwaltung.

## Organisation
Mit der Bildungswerk Akademie sowie den Gesellschaften Apontis GmbH, BBQ Bildung und Berufliche Qualifizierung gGmbH und dem Beruflichen Reha- und Kompetenzzentrum Baden-Württemberg gGmbH versteht sich das Bildungswerk als strategischer Bildungs- und Personaldienstleister.
Das Bildungswerk der Baden-Württembergischen Wirtschaft e. V. ist zertifiziert nach DIN ISO 9001 und AZAV (Akkreditierungs- und Zulassungsverordnung Arbeitsförderung) der Bundesagentur für Arbeit. Deshalb ist die Biwe-Gruppe anerkannter Bildungsanbieter im Sinne des Bildungszeitgesetzes Baden-Württemberg.

## Geschichte
Gegründet wurde das Bildungswerk der Baden-Württembergischen Wirtschaft e. V. 1971 von baden-württembergischen Arbeitgeberverbänden und Unternehmen. Im Jahr 2000 wurde die Tochtergesellschaft Apontis GmbH gegründet. Die BBQ Berufliche Bildung gGmbH, heute BBQ Bildung und Berufliche Qualifizierung gGmbH, folgte im Jahr 2005. Seit dem Jahr 2021 vervollständigt das Berufliche Reha- und Kompetenzzentrum Baden-Württemberg gGmbH das Unternehmen.

## Struktur
Die Biwe-Gruppe setzt sich aus dem Bildungswerk der Baden-Württembergischen Wirtschaft e. V. und den Gesellschaften Apontis GmbH und BBQ Bildung und Berufliche Qualifizierung gGmbH sowie deren Tochtergesellschaft Berufliches Reha- und Kompetenzzentrum Baden-Württemberg gGmbH zusammen.
In der Biwe-Gruppe sind rund 750 Mitarbeiter in über 60 Niederlassungen und einem Bildungszentrum beschäftigt.

## Geschäftsfelder
- Familie und Frühförderung
- Wirtschaft und Schule
- Berufsvorbereitung und Ausbildung
- Berufliche Qualifizierung und Rehabilitation
- Personalentwicklung und Weiterbildung
- Organisationsentwicklung
- Personaldienstleistungen

## Total E-Quality
Zum vierten Mal hat die Projektträgergesellschaft BBQ das Total E-Quality-Prädikat erhalten. Mit der Auszeichnung des Vereins Total E-Quality Deutschland e. V. werden Organisationen aus Wirtschaft, Wissenschaft und Verwaltung ausgezeichnet, die sich in besonderer Weise für die Chancengleichheit von Frauen und Männern im Beruf einsetzen. Die Auszeichnung gilt für drei Jahre bis 2022.

### Integrationskursträger
Die Biwe-Gruppe ist über BBQ durch das Bundesamt für Migration und Flüchtlinge als Träger für die Durchführung von Integrationskursen zugelassen.

### iMOVE: Training – Made in Germany
Das Bildungswerk ist seit 2017 Teil des Netzwerks „iMOVE: Training – Made in Germany“ der Initiative vom Bundesministerium für Bildung und Forschung (BMBF) zur Internationalisierung deutscher Aus- und Weiterbildungsdienstleistungen.

### Gütesiegel Grundbildung am Arbeitsplatz
Das Bildungswerk ist Träger des Gütesiegels „Grundbildung für den Arbeitsplatz“ der Arbeitsgemeinschaft der Bildungswerke der Deutschen Wirtschaft ADBW e. V.

### Charta der Vielfalt
2014 hat die Biwe-Gruppe die Charta der Vielfalt unterzeichnet. Die Charta der Vielfalt ist eine Unternehmensinitiative zur Förderung von Vielfalt in Unternehmen und Institutionen. Schirmherr ist Bundeskanzler Olaf Scholz. Träger der Initiative ist seit 2010 der Verein Charta der Vielfalt e. V.